# بورلاتسكويي (ستافروبول)
بورلاتسكويي (بالروسية: Бурлацкое) هي مدينة في مقاطعة ستافروبول كراي في روسيا.